# Pierre Barbéris
Pour les articles homonymes, voir Barbéris.
Pierre Barbéris, né à Paris le 3 mai 1926 et mort à Luc-sur-Mer le 8 mai 2014, est un écrivain et critique littéraire français.
Surtout connu pour ses travaux sur Balzac, mais aussi spécialiste de Stendhal et de Chateaubriand, son approche, fortement marquée par le marxisme, s'inscrit dans le sillage de Georg Lukács.

## Biographie

### Parcours
De 1942 à 1946, Pierre Barbéris est élève au lycée Henri-IV puis, de 1946 à 1951, à l'École normale supérieure de Saint-Cloud.
Après avoir effectué son service militaire à l'école d'officiers de Strasbourg (1951-1952), il est professeur au lycée français d'Alep en 1952, puis au lycée franco-libanais Nahr Ibrahim à Beyrouth de 1954 à 1961. Agrégé de lettres modernes en 1960 (premier), il est successivement assistant à l'ENS de Saint-Cloud (1961), maître assistant (1963), maître de conférences à l'École normale supérieure de Saint-Cloud (1967), professeur (1972), professeur de littérature moderne à l'université de Caen (1976).
En mai 1968, il adhère au Parti communiste français.
De 1969 à 1975, il est président de l'Association française des enseignants de français — et le premier rédacteur en chef de la publication de l'association Le Français aujourd'hui — et, de 1969 à 1971, président fondateur de la Société des études romantiques. En 1976, il propose une approche originale de l'œuvre de Chateaubriand avec Chateaubriand, une réaction au monde moderne. À la suite de Georg Lukács, il fait une place importante dans ses analyses au rapport entre la création littéraire et son contexte socio-politique, montrant ainsi comment la littérature romantique a pu être, en son temps, un « moyen de lecture du réel ».
Il propose aussi une réflexion sur la méthodologie avec Le Prince et le Marchand (1980), ouvrage qui déclenche un « prolongement de la querelle de la “nouvelle critique”, ouverte en 1965 par le pamphlet de Raymond Picard » avec René Pommier qui répond par un livre,.
Il est inhumé au cimetière de Courseulles-sur-Mer (Calvados).

### Famille
Il est le neveu de René Barberis, réalisateur français de cinéma qui dirigea Louis Jouvet dans Ramuntcho (1937).
Il épouse en premières noces Jeannine Bénot avec laquelle il a quatre enfants : Patrick Barbéris, né en 1951, ancien élève de l'Idhec, réalisateur et documentariste ; Anne-Marie Barbéris décédée dans l'enfance de la rougeole au Liban ; Jean-Pierre Barbéris, né en 1957, ancien élève de l'École polytechnique et chef d'entreprise, marié avec Dominique Barbéris, romancière ; et Delphine Barbéris, née en 1962, docteur en hydrogéologie et informaticienne.
En secondes noces, il épouse Marie-Anne Charbonnier, agrégée de lettres classiques et professeur de lettres au lycée Henri-IV, avec qui il a un fils, Jean-Jacques Barbéris, né en 1980, normalien (LSH 2000), agrégé d'histoire et énarque.

## Commentaire
Selon Raphaël Fresnais du quotidien Ouest-France, 

« Intellectuel de gauche marqué par les théories du marxiste Georg Lukács, Pierre Barbéris est décrit comme un “érudit d'une profondeur ahurissante”. »

## Ouvrages

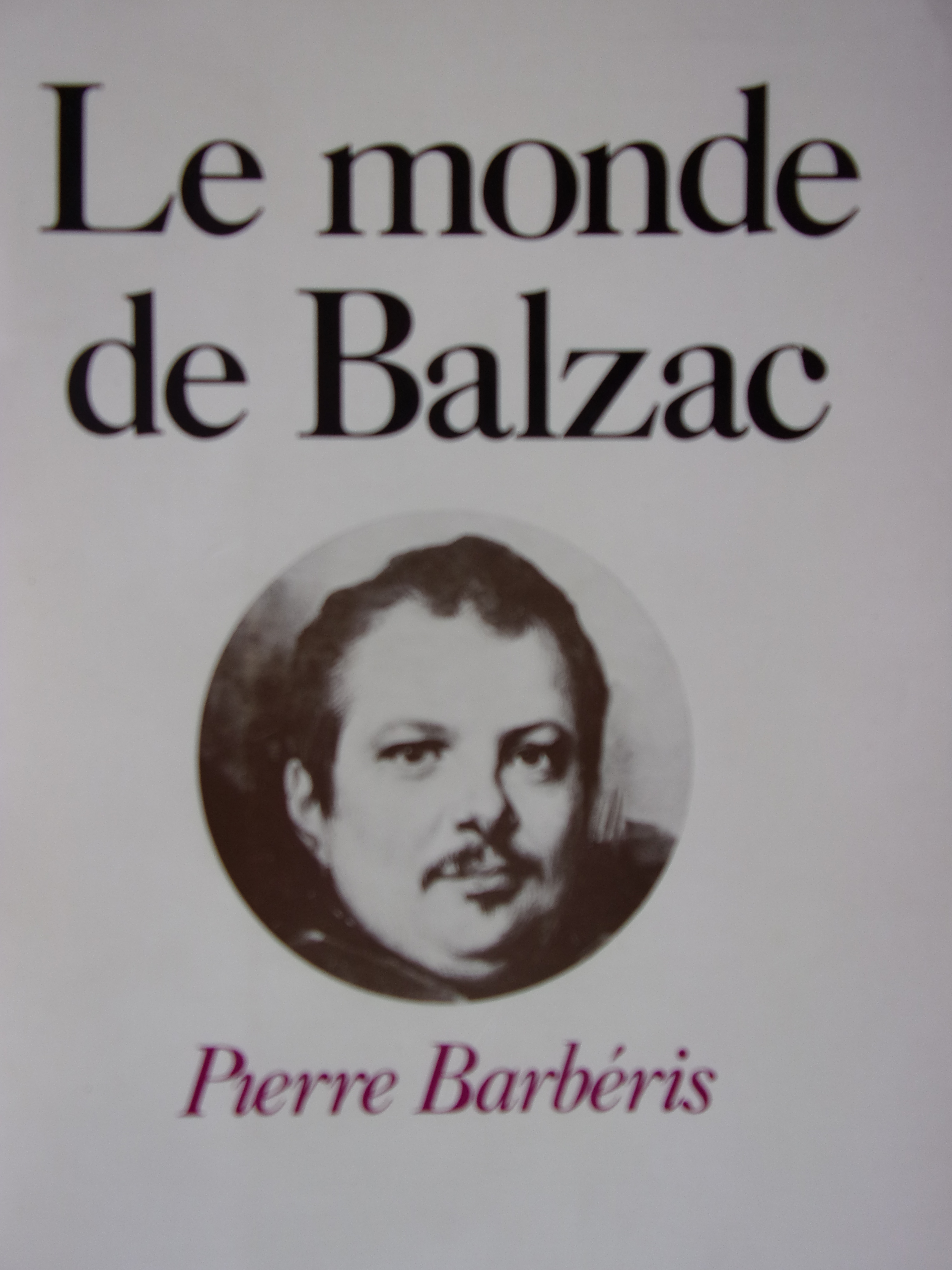
Le Monde de Balzac (page de couverture de l'édition originale).

- Aux sources de Balzac. Les romans de jeunesse, Les Bibliophiles de l'Originale, 1965
- Balzac et le mal du siècle, contribution à une physiologie du monde moderne, Gallimard, 1970 : 
  - t. I : Une expérience de l'absurde, aliénations et prises de conscience 1799-1829
  - t. II : De la prise de conscience à l'expression 1830-1833
- Mythes balzaciens, Armand Colin, 1971
- Balzac, une mythologie réaliste, coll. « Thèmes et textes », Larousse, 1971
- Le Père Goriot de Balzac, écriture, structure significations, coll. « Thèmes et textes », Larousse, 1971
- Introductions à : Les Paysans (Garnier Flammarion), La Cousine Bette, Splendeurs et misères des courtisanes (Folio), Le Médecin de campagne, Le Curé de village, César Birotteau, La Duchesse de Langeais, La Fille aux yeux d'or (LGF-Livre de poche)
- Le Monde de Balzac, Arthaud 1973 ; réédition Kimé 1999, coll. « Détours littéraires »  (ISBN 2-84174-163-X)
- À la recherche d'une écriture : Chateaubriand, 1974
- Chateaubriand, une réaction au monde moderne, Larousse, 1976  (ISBN 2030350311)
- Le Prince et le Marchand. Idéologiques : la littérature, l'histoire, Fayard, 1980  (ISBN 2213008310)
- Sur Stendhal, Paris, Éditions sociales, 1982

### Collectif
- Méthodes critiques pour l'analyse littéraire, avec Daniel Bergez, Pierre-Marc de Biasi, Luc Fraisse, éditions Armand Colin, 2005